# Ventosa (Vieira do Minho)
Pour les articles homonymes, voir Ventosa.
Ventosa est une ancienne paroisse civile portugaise (en portugais : freguesia) de la municipalité de Vieira do Minho dans le district de Braga. En 2013, elle fusionne avec Cova pour former Ventosa e Cova.

## Géographie
Ventosa est située à environ 10 km au nord-ouest de Vieira do Minho, sur la rive gauche du Cávado.
Avant sa disparition, la paroisse de Ventosa s'étend sur 3,38 km2.

## Histoire
Le nom de Ventosa apparaît au XIIIe siècle.
En 1515, le roi Manuel Ier accorde une charte à la municipalité de Ribeira de Soaz, dont Ventosa aurait un temps été le siège. Le siège de la municipalité est par la suite établit à Caniçada. Ribeira de Soaz disparaît en 1834 et Ventosa rejoint la municipalité de Vieira.
La loi no 11-A/2013 du 28 janvier 2013, portant réorganisation administrative du territoire des freguesias, fusionne Ventosa avec la paroisse voisine de Cova pour former l’União das freguesias de Ventosa e Cova (dont le siège est à Ventosa).